# Yuki Nakajima
Yuki Nakajima (jap. 中島 由貴, Nakajima Yuki; * 21. Mai 1990 in Tōkamachi, Präfektur Niigata, nach anderen Angaben in Hokkaidō) ist eine japanische Biathletin.
Yuki Nakajima bestritt ihre ersten internationalen Rennen zum Auftakt der Saison 2011/12 im IBU-Cup, wo sie in Östersund in ihrem ersten Sprintrennen 60. wurde und im zweiten Sprint als 32. schon erste Punkte gewinnen konnte. In Hochfilzen folgte noch früh in der Saison auch das Debüt im Weltcup, bei dem die Japanerin an der Seite von Fuyuko Suzuki, Itsuka Owada und Mika Torii 17. in einem Staffelrennen wurde. In Oberhof bestritt sie mit einem Sprint ihr erstes Einzelrennen und wurde 81. Nur wenig später erreichte die Japanerin mit Platz 56 in einem Sprint in Nové Město na Moravě ihr bislang bestes Einzelresultat. Höhepunkt der Saison und erste internationale Meisterschaft wurden die Weltmeisterschaften 2012 in Ruhpolding. Nakajima wurde 57. des Einzels und konnte sich als 60. als Letzte für das Verfolgungsrennen qualifizieren, in dem sie als überrundete Läuferin das Rennen nicht beenden konnte. Im Staffelrennen erreichte sie mit Fuyuko Suzuki, Itsuka Owada und Naoko Azegami als beste aller überrundeten Staffeln den 15. Platz. Zum Auftakt des Weltcups 2012/2013 in Östersund belegte Yuki Nakajima im Sprint Platz 31, ihre erste Platzierungen in den Punkterängen des Weltcups.

## Weltcupstatistik
Die Tabelle zeigt alle Platzierungen (je nach Austragungsjahr einschließlich Olympische Spiele und Weltmeisterschaften).
- 1.–3. Platz: Anzahl der Podiumsplatzierungen
- Top 10: Anzahl der Platzierungen unter den ersten zehn (einschließlich Podium)
- Punkteränge: Anzahl der Platzierungen innerhalb der Punkteränge (einschließlich Podium und Top 10)
- Starts: Anzahl gelaufener Rennen in der jeweiligen Disziplin
- Staffel: inklusive Mixed- und Single-Mixed-Staffeln

| Platzierung             | Einzel | Sprint | Verfolgung | Massenstart | Staffel | Gesamt |
| ----------------------- | ------ | ------ | ---------- | ----------- | ------- | ------ |
| 1. Platz                |        |        |            |             |         |        |
| 2. Platz                |        |        |            |             |         |        |
| 3. Platz                |        |        |            |             |         |        |
| Top 10                  |        |        |            |             |         |        |
| Punkteränge             |        | 1      |            |             | 6       | 7      |
| Starts                  | 3      | 6      | 2          |             | 6       | 17     |
| Stand: 1. Dezember 2012 |        |        |            |             |         |        |